# Драфт НБА 1983
Драфт НБА 1983 року відбувся 28 червня в Нью-Йорку. На ньому 23 команди НБА вибрали 226 гравців. 
Кліпперс вибрали Манута Боула в п'ятому раунді, але НБА анулювала цей драфт-пік через формальні причини. Манут ніколи не подавав заяву на участь у драфті, а за паспортом йому тоді було 19 років (на той час цього віку не вистачало для драфту).
Попри те, що в той час у драфті брало участь лише 23 команди, Клівленд Кавальєрс отримав 24-й драфт-пік з ввічливості. Тодішній власник Тед Степ'єн мав дурну репутацію, оскільки наприкінці 1970-х - на початку 1980-х років постійно обмінював права на вибір у першому раунді. Взявши до уваги погану гру команди в той період, НБА зрештою прийняла правило, яким у наступні роки заборонила командам обмінювати драфт-піки першого раунду.

## Драфт

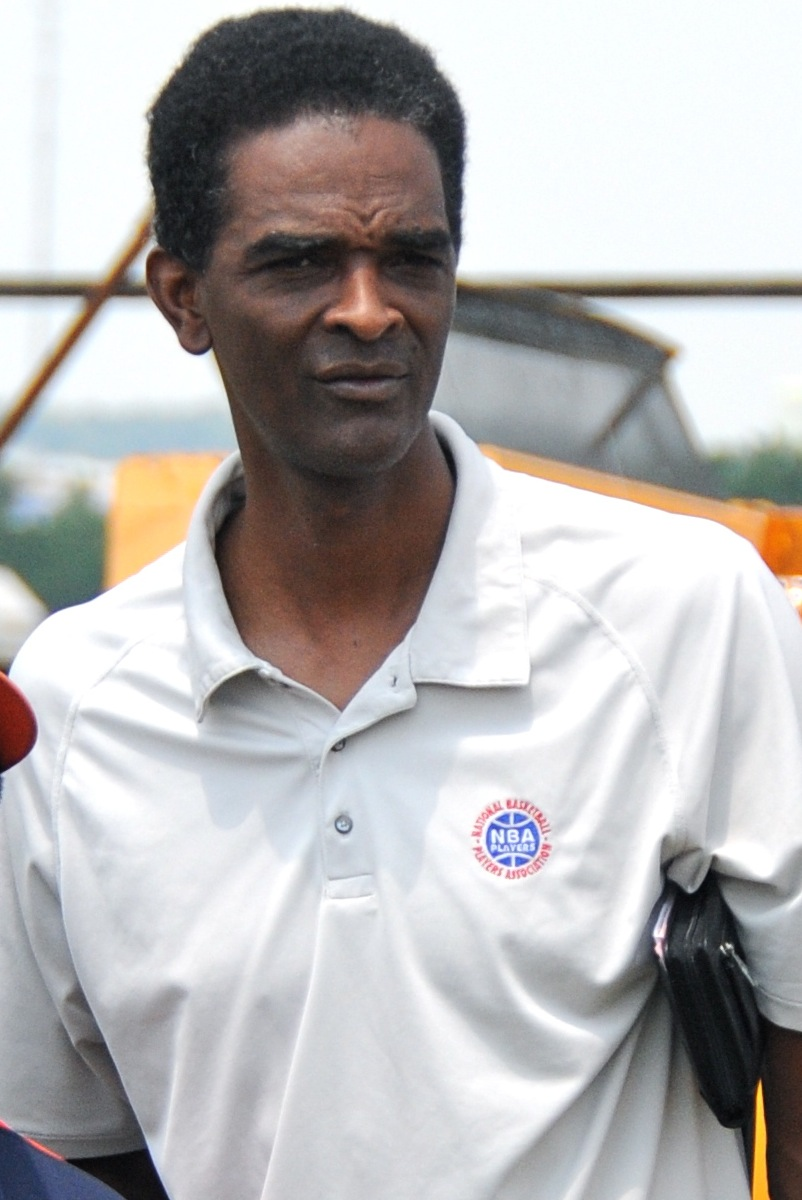
Х'юстон Рокетс вибрали Ральфа Семпсона під першим загальним номером.

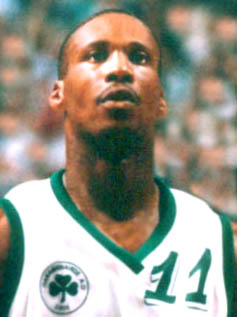
Сан-Дієго Кліпперс вибрали Байрона Скотта під четвертим загальним номером.

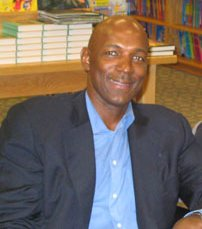
Портленд Трейл-Блейзерс вибрали Клайда Дрекслера під чотирнадцятим загальним номером.

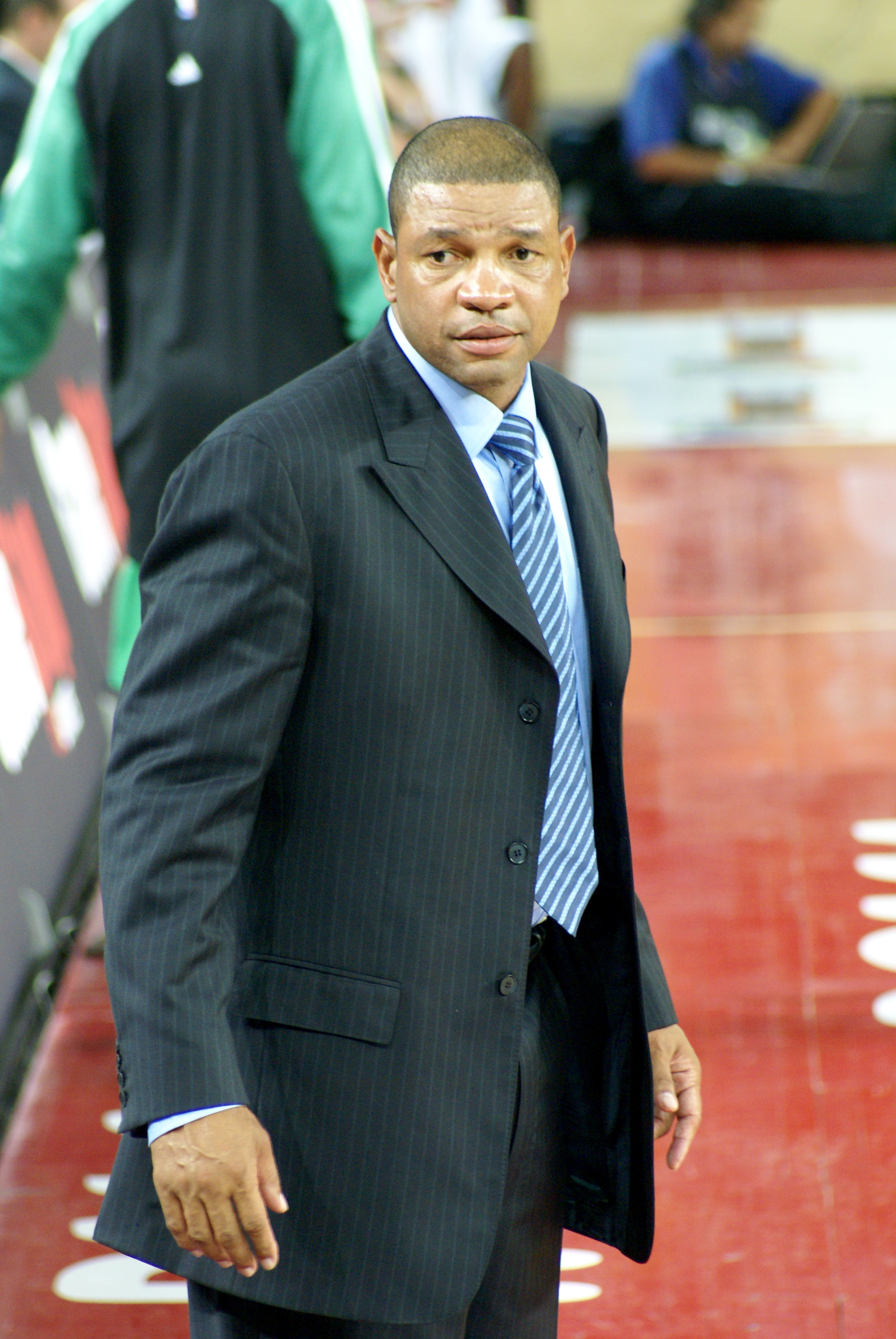
Атланта Гокс вибрали Дока Ріверса під тридцять першим номером.

| РЗ | Розігруючий захисник | АЗ | Атакувальний захисник | ЛФ | Легкий форвард | ВФ | Важкий форвард | C | Центровий |

| ^ | Позначає гравців, обраних у Баскетбольну залу слави Нейсміта                                                        |
| * | Позначає гравців, які взяли участь принаймні в одній грі матчу всіх зірок НБА і потрапили до Збірної всіх зірок НБА |
| + | Позначає гравців, які взяли участь принаймні в одній грі матчу всіх зірок НБА                                       |
| # | Позначає гравців, які жодного разу не грали в регулярному сезоні НБА або плей-оф                                    |

| Раунд | Вибір | Гравець          | Поз.  | Громадянство | Команда НБА                                     | Коледж/Клуб                 |
| ----- | ----- | ---------------- | ----- | ------------ | ----------------------------------------------- | --------------------------- |
| 1     | 1     | Ральф Семпсон^   | C     | США          | Х'юстон Рокетс                                  | Вірджинія (Ср.)             |
| 1     | 2     | Стів Стіпанович  | C     | США          | Індіана Пейсерз                                 | Міссурі (Ср.)               |
| 1     | 3     | Родні Маккрей    | ЛФ    | США          | Х'юстон Рокетс (від Клівленд через Філадельфія) | Луїсвілл (Ср.)              |
| 1     | 4     | Байрон Скотт     | АЗ    | США          | Сан-Дієго Кліпперс                              | Аризона Стейт (Дж.)         |
| 1     | 5     | Сідні Грін       | ВФ    | США          | Чикаго Буллз                                    | УНВЛ (Ср.)                  |
| 1     | 6     | Расселл Кросс    | C     | США          | Голден-Стейт Ворріорс                           | Пердью (Дж.)                |
| 1     | 7     | Терл Бейлі       | ВФ    | США          | Юта Джаз                                        | НК Стейт (Ср.)              |
| 1     | 8     | Антуан Карр      | ВФ    | США          | Детройт Пістонс                                 | Вічита Стейт (Ср.)          |
| 1     | 9     | Дейл Елліс*      | АЗ    | США          | Даллас Маверікс                                 | Теннессі (Ср.)              |
| 1     | 10    | Джефф Мелоун+    | АЗ    | США          | Вашингтон Буллетс                               | Міссісіпі Стейт (Ср.)       |
| 1     | 11    | Дерек Гарпер     | РЗ/SG | США          | Даллас Маверікс (від Атланта через Клівленд)    | Іллінойс (Дж.)              |
| 1     | 12    | Даррелл Вокер    | АЗ    | США          | Нью-Йорк Нікс                                   | Арканзас (Ср.)              |
| 1     | 13    | Енніс Вотлі      | РЗ    | США          | Канзас-Сіті Кінґс                               | Алабама (Соф.)              |
| 1     | 14    | Клайд Дрекслер^  | АЗ    | США          | Портленд Трейл-Блейзерс                         | Х'юстон (Дж.)               |
| 1     | 15    | Говард Картер    | АЗ    | США          | Денвер Наггетс                                  | ЛСЮ (Ср.)                   |
| 1     | 16    | Джон Сандволд    | РЗ    | США          | Сіетл Суперсонікс                               | Міссурі (Ср.)               |
| 1     | 17    | Лео Ротінс       | ЛФ    | Канада       | Філадельфія Севенті-Сіксерс (від Нью-Джерсі)    | Сірак'юс (Ср.)              |
| 1     | 18    | Ренді Бруер      | C     | США          | Мілвокі Бакс                                    | Міннесота (Ср.)             |
| 1     | 19    | Джон Пакссон     | РЗ    | США          | Сан-Антоніо Сперс                               | Нотр-Дам (Ср.)              |
| 1     | 20    | Рой Гінсон       | C     | США          | Клівленд Кавальєрс (від Фінікс)                 | Ратгерс (Ср.)               |
| 1     | 21    | Грег Кайт        | C     | США          | Бостон Селтікс                                  | УБЯ (Ср.)                   |
| 1     | 22    | Ренді Віттмен    | SG    | США          | Вашингтон Буллетс (від Los Angeles)             | Індіана (Ср.)               |
| 1     | 23    | Мітчелл Віггінс  | АЗ    | США          | Індіана Пейсерз (від Філадельфія)               | Флорида Стейт (Ср.)         |
| 1     | 24    | Стюарт Гренджер  | PG    | Канада       | Клівленд Кавальєрс *                            | Вілланова (Ср.)             |
| 2     | 25    | Сідні Лоу        | PG    | США          | Чикаго Буллз                                    | НК Стейт (Ср.)              |
| 2     | 26    | Лерой Комбс      | SF    | США          | Індіана Пейсерз                                 | Оклахома Стейт (Ср.)        |
| 2     | 27    | Джон Гарріс      | PF    | США          | Клівленд Кавальєрс                              | Бостонський коледж (Ср.)    |
| 2     | 28    | Род Фостер       | PG    | США          | Фінікс Санз                                     | УКЛА (Ср.)                  |
| 2     | 29    | Ларрі Мішо       | PF    | США          | Чикаго Буллз                                    | Х'юстон (Ср.)               |
| 2     | 30    | Марк Вест        | C     | США          | Даллас Маверікс                                 | Олд Домініон (Ср.)          |
| 2     | 31    | Док Ріверс+      | PG    | США          | Атланта Гокс                                    | Маркетт (Дж.)               |
| 2     | 32    | Майкл Брітт#     | SF    | США          | Вашингтон Буллетс                               | УОК (Ср.)                   |
| 2     | 33    | Дірк Мінніфілд   | PG    | США          | Даллас Маверікс                                 | Кентуккі (Ср.)              |
| 2     | 34    | Гай Вільямс      | F     | США          | Вашингтон Буллетс                               | Вашингтон Стейт (Ср.)       |
| 2     | 35    | Даррелл Локгарт  | C     | США          | Сан-Антоніо Сперс                               | Оберн (Ср.)                 |
| 2     | 36    | Скутер Маккрей   | PF    | США          | Сіетл Суперсонікс                               | Луїсвілл (Ср.)              |
| 2     | 37    | Девід Расселл#   | SF    | США          | Денвер Наггетс                                  | Сент Джонс (Ср.)            |
| 2     | 38    | Кріс Макнілі     | PF    | США          | Канзас-Сіті Кінґс                               | Сан-Хосе Стейт (Ср.)        |
| 2     | 39    | Гренвілл Вейтерс | C     | США          | Портленд Трейл-Блейзерс                         | Огайо Стейт (Ср.)           |
| 2     | 40    | Джим Томас       | SG    | США          | Індіана Пейсерз                                 | Індіана (Ср.)               |
| 2     | 41    | Тед Кітчел#      | SF    | США          | Мілвокі Бакс                                    | Індіана (Ср.)               |
| 2     | 42    | Майк Девіс#      | SG    | США          | Мілвокі Бакс                                    | Алабама (Ср.)               |
| 2     | 43    | Пейс Манніон     | SF    | США          | Голден-Стейт Ворріорс                           | Юта (Ср.)                   |
| 2     | 44    | Горас Оуенс#     | SG    | США          | Нью-Дже́рсі Нетс                                 | Род Айленд (Ср.)            |
| 2     | 45    | Пол Вільямс#     | SF    | США          | Фінікс Санз                                     | Аризона Стейт (Ср.)         |
| 2     | 46    | Кевін Вільямс    | PG    | США          | Сан-Антоніо Сперс                               | Сент Джонс (Ср.)            |
| 2     | 47    | Кеннет Лайонс#   | PF    | США          | Філадельфія Севенті-Сіксерс                     | Північний Техас Стейт (Ср.) |

* компенсація за вибори на драфті, які обміняв Ted Stepien

### Помітні гравці, вибрані після другого раунду
Цих гравців на драфті НБА 1983 вибрали після другого раунду, але вони зіграли в НБА принаймні одну гру.
| Раунд | Вибір | Гравець       | Поз. | Громадянство | Команда НБА                                                       | Коледж/Клуб                 |
| ----- | ----- | ------------- | ---- | ------------ | ----------------------------------------------------------------- | --------------------------- |
| 3     | 48    | Крег Ело      | SG   | США          | Х'юстон Рокетс                                                    | Вашингтон Стейт (Ср.)       |
| 3     | 50    | Пол Томпсон   | SF   | США          | Клівленд Кавальєрс                                                | Талені (Ср.)                |
| 3     | 53    | Майк Голтон   | SG   | США          | Голден-Стейт Ворріорс                                             | УКЛА (Ср.)                  |
| 3     | 54    | Боб Гансен    | SG   | США          | Юта Джаз                                                          | Айова (Ср.)                 |
| 3     | 57    | Даррен Дей    | SF   | США          | Вашингтон Буллетс                                                 | УКЛА (Ср.)                  |
| 3     | 58    | Джон Піноун   | SF   | США          | Атланта Гокс                                                      | Вілланова (Ср.)             |
| 3     | 59    | Брюс Кученскі | PF   | США          | Нью-Дже́рсі Нетс                                                   | Коннектикут (Ср.)           |
| 3     | 62    | Том Петровскі | C    | США          | Портленд Трейл-Блейзерс                                           | Ла Саль (Ср.)               |
| 4     | 75    | Рон Крев'є    | C    | Канада       | Чикаго Буллз                                                      | Бостонський коледж (Ср.)    |
| 4     | 77    | Пітер Тібо    | SF   | США          | Голден-Стейт Ворріорс                                             | Сейнт Меріс (Ср.)           |
| 4     | 82    | Марк Джоунс   | PG   | США          | Нью-Йорк Нікс                                                     | Сейнт-Бонавенче (Ср.)       |
| 4     | 90    | Брент Вейднер | PF   | США          | Сан-Антоніо Сперс                                                 | Вільям і Мері (Ср.)         |
| 4     | 91    | Карлос Кларк  | SG   | США          | Бостон Селтікс                                                    | Оле Місс (Ср.)              |
| 5     | 97    | Манут Боул    | C    | Судан        | Сан-Дієго Кліпперс (Драфт-пік анульовано через формальні причини) | Бриджпорт (Ср.)             |
| 5     | 101   | Кен Остін     | PF   | США          | Детройт Пістонс                                                   | Райс Оулз (баскетбол) (Ср.) |
| 5     | 102   | Джим Лемплі   | C    | США          | Даллас Маверікс                                                   | Літл-Рок (Ср.)              |
| 6     | 139   | Седейл Третт  | SG   | США          | Філадельфія Севенті-Сіксерс                                       | Західна Вірджинія Тек (Ср.) |
| 7     | 152   | Дейн Саттл    | SG   | США          | Канзас-Сіті Кінґс                                                 | Пеппердайн (Ср.)            |